# Comuna Camăr, Sălaj
Camăr este o comună în județul Sălaj, Transilvania, România, formată din satele Camăr (reședința) și Pădureni.

## Demografie
Componența etnică a comunei Camăr
     Maghiari (86,71%)
     Romi (6%)
     Români (5,69%)
     Alte etnii (0%)
     Necunoscută (1,61%)
Componența confesională a comunei Camăr
     Reformați (65,2%)
     Baptiști (12,98%)
     Creștini după evanghelie (5,38%)
     Adventiști (4,2%)
     Penticostali (3,15%)
     Greco-catolici (3,09%)
     Ortodocși (2,84%)
     Romano-catolici (1,05%)
     Alte religii (0,25%)
Conform recensământului efectuat în 2021, populația comunei Camăr se ridică la 1.618 locuitori, în scădere față de recensământul anterior din 2011, când fuseseră înregistrați 1.741 de locuitori. Majoritatea locuitorilor sunt maghiari (86,71%), cu minorități de romi (6%) și români (5,69%), iar pentru 1,61% nu se cunoaște apartenența etnică. Din punct de vedere confesional, majoritatea locuitorilor sunt reformați (65,2%), cu minorități de baptiști (12,98%), creștini după evanghelie (5,38%), adventiști (4,2%), penticostali (3,15%), greco-catolici (3,09%), ortodocși (2,84%) și romano-catolici (1,05%), iar pentru 1,85% nu se cunoaște apartenența confesională.

## Politică și administrație
Comuna Camăr este administrată de un primar și un consiliu local compus din 11 consilieri. Primarul, Levente-György Szabó[*], de la Uniunea Democrată Maghiară din România, este în funcție din 2008. Începând cu alegerile locale din 2024, consiliul local are următoarea componență pe partide politice:
|  | Partid                                 | Consilieri | Componența Consiliului | Componența Consiliului | Componența Consiliului | Componența Consiliului | Componența Consiliului | Componența Consiliului | Componența Consiliului | Componența Consiliului | Componența Consiliului | Componența Consiliului |
|  | -------------------------------------- | ---------- | ---------------------- | ---------------------- | ---------------------- | ---------------------- | ---------------------- | ---------------------- | ---------------------- | ---------------------- | ---------------------- | ---------------------- |
|  | Uniunea Democrată Maghiară din România | 10         |                        |                        |                        |                        |                        |                        |                        |                        |                        |                        |
|  | Partidul Național Liberal              | 1          |                        |                        |                        |                        |                        |                        |                        |                        |                        |                        |

## Atracții turistice
- Biserica de lemn din Camăr, cu hramul „Sfinții Arhangheli Mihail și Gavriil”, construcție din anul 1780, monument istoric.[8]
- Biserica Reformată (1800-1802).[8]
- Dealurile Sălajului